# Deutsch-Griechische Industrie- und Handelskammer
Die Deutsch-Griechische Industrie- und Handelskammer (kurz AHK Griechenland, griechisch: Ελληνογερμανικό Εμπορικό και Βιομηχανικό Επιμελητήριο) ist eine vom Deutschen Industrie- und Handelskammertag (DIHK) anerkannte Auslandshandelskammer (AHK) der Bundesrepublik Deutschland und Teil des globalen Netzwerks von deutschen AHK in 92 Ländern. Sie ist die offizielle Vertretung der deutschen Wirtschaft in Griechenland, trägt zur Förderung der deutsch-griechischen Handels- und Geschäftsbeziehungen bei und vertritt die Interessen von 862 Mitgliedsunternehmen.

## Geschichte

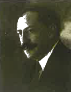
Efthimios Kanellopoulos

Das globale Netzwerk der deutschen Auslandshandelskammern reicht bis ins späte 18. Jahrhundert zurück. Die im Jahr 1894 von deutschen Kaufleuten in Brüssel gegründete „Chambre de Commerce Belgo-Allemande“ ist der Anstoß für die weltweite Eröffnung einer Vielzahl neuer Kammern, die als wichtige Institution für die Selbstverwaltung der Wirtschaft erkannt werden. Das beginnende 20. Jahrhundert ist von einem Florieren der internationalen Wirtschaftsbeziehungen gekennzeichnet, die auch nach den Unruhen des Ersten Weltkrieges weiter aufkeimen. So bestehen im Jahr 1924 bereits 452 Auslandshandelskammern, davon aber lediglich 34 Deutsche. Hier ergriff Efthimios Kanellopoulos, welcher zu diesem Zeitpunkt griechischer Botschafter in Berlin war, die Initiative, um als Ausdruck des großen Interesses an der Förderung der Handels- und Wirtschaftsbeziehungen zwischen Griechenland und Deutschland, die Gründung der griechischen Handelskammer in Deutschland in die Wege zu leiten. Die Kammer wird nahezu zeitgleich in Deutschland und Griechenland anerkannt und nimmt ihre Tätigkeit offiziell am 28. Juni 1924 auf. So kann sie bereits am Abschluss des zunächst vorläufigen Handelsvertrages zwischen Deutschland und Griechenland mitwirken, welcher am 3. Juli 1924 unterzeichnet wird und die erstmalige Wiederaufnahme der Handelsverbindungen dieser Länder nach dem Ersten Weltkrieg darstellt.

### Zuwachs und Entwicklung bis zum Krieg

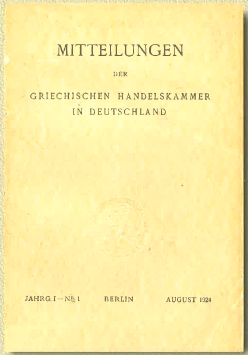
Mitteilungen der Griechischen Handelskammer in Deutschland, August 1924

Gleich zu Beginn ihrer Tätigkeit geht die Kammer zudem eine Kooperation mit dem Reichsverband der Deutschen Industrie ein und verzeichnet im August 1924 bereits 125 Mitglieder, davon griechische Firmen mit Sitz in Deutschland als ordentliche und deutsche Firmen, die mit Griechenland zusammenarbeiten, als außerordentliche Mitglieder. Bereits kurz nach Gründung können so Zweigstellen in 4 Städten Deutschlands eröffnet werden. Für ihre Mitglieder bietet die Kammer monatlich ein hundertseitiges Mitteilungsblatt auf Deutsch und Griechisch an. Es werden die wichtigsten Unterschiede zwischen dem Industrieland Deutschland und dem Agrarland Griechenland dargestellt, um Möglichkeiten für einen beiderseitig vorteilhaften Warenaustausch aufzuweisen und über die wirtschaftliche Situation beider Länder, bilaterale Handelsbeziehungen und internationale Handelsmessen berichtet. Zeitgleich informiert die Kammer über zoll- und steuerrechtliche Meldungen, Nachrichten, statistische Daten und allgemeine Geschäftsanzeigen und betreibt Marktforschung zur Förderung des Absatzes griechischer Erzeugnisse in Deutschland. Im September ihres Gründungsjahres 1924 ist die griechische Kammer zudem Teil der erstmaligen Tagung aller deutschen Auslandshandelskammern, auf welcher das gemeinsame weltweite Netzwerk unter Leitung des Deutschen Industrie- und Handelstags (DHIT), ab 2001 Deutscher Industrie- und Handelskammertag (DIHK), ins Leben gerufen wird. An einem Meilenstein in der Entwicklung der deutsch-griechischen Wirtschaftsbeziehungen kann die Kammer mit ihrem aktiven Beitrag zum Abschluss des bilateralen Handels- und Schifffahrtsvertrages vom 24. März 1928 mitwirken, was sowohl von der deutschen als auch von der griechischen Regierung gewürdigt wird. Derweil wird die angebotene Berichterstattung ausführlicher und differenzierte, die Bildung einer Schiedsstelle für die außergerichtliche Beilegung von Streitigkeiten wird eingeleitet und die Erweiterung der Dienstleistungen vorgenommen. Unter anderem biete die Kammer Auskünfte über deutsche und griechische Unternehmen und Übersetzungen an. Um die Zusammenarbeit mit griechischen Unternehmen zu erleichtern wird 1929 eine Zweigstelle in Athen gegründet, welche sich im weiteren Verlauf unter Aufgabe des Berliner Büros zum Hauptsitz der Kammer entwickelt. Die Anzahl der Mitglieder erhöht sich stetig und erreicht 1938 bereits 420. Auch mit dem Ausbruch des Zweiten Weltkrieges nahm das Interesse am Ausbau der bilateralen Handelsbeziehungen zunächst nicht ab und die Notwendigkeit der Aufrechterhaltung dieser wird betont. So arbeitet die Kammer über die deutsche Besetzung Griechenlands hinweg ohne Unterbrechung weiter und ist erst mit dem Abzug der deutschen Truppen 1944 zum Einstellen ihrer Tätigkeit gezwungen.

### Wiedereröffnung und Entwicklung in den Nachkriegsjahren

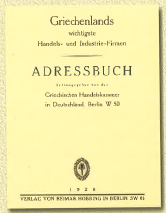
Adressbuch der wichtigsten Handels- und Industriefirmen in Griechenland, 1928

Nach Ende des Krieges wächst das Interesse an der Wiederaufnahme der Tätigkeit und es sind schließlich ehemalige Mitarbeiter die die Initiative ergreifen und die Kammer bereits 3 Jahre nach Kriegsende wiedereröffnen können. Die alte Zielsetzung wird beibehalten und die Kammer beginnt, über Geschäftsmöglichkeiten beim Im- und Export zu informieren, erneut eine Schiedsstelle zu etablieren und Beratung und Unterstützung zur Teilnahme an Messen in Deutschland und Griechenland anzubieten. Im Jahr 1949 können bereits wieder 169 Mitglieder in Griechenland sowie 104 in Deutschland verzeichnet werden. Im selben Jahr erfolgt die Anerkennung als offizielle deutsche Auslandshandelskammer durch den DHIT.
Die Einführung der freien Marktwirtschaft, die Liberalisierung des Außenhandels, das Wirtschaftswunder in der westdeutschen BRD und die sich erholende griechische Wirtschaft zu Beginn der fünfziger Jahre führen zu einem Aufschwung und erlauben auch der Kammer, ihre Tätigkeiten auszuweiten. Es werden Auskünfte über die Kreditwürdigkeit deutscher und griechischer Firmen erteilt, griechische Vertreter an deutsche Unternehmen vermittelt, Empfänge für Mitglieder und Unterstützer der Kammer veranstaltet, weiterhin ein monatliche Mitteilungsblatt und zudem alle 6 Monate ein Wirtschaftsbericht mit einer Einschätzung der zukünftigen Entwicklungen veröffentlicht. Die Vertretung deutscher Messe in Griechenland gewinnt an Bedeutung und so kann die Kammer bereits 1954 die Vertretung der Messen Hannover und Köln übernehmen und sich so in einem Bereich etablieren, in dem sie bis heute bestimmend bleibt. Später folgen die Messen Düsseldorf, München, Nürnberg, Nürnberger Spielwarenmesse, Frankfurt und Berlin. Die Kammer beginnt, noch umfangreichere Marktberichte zu verfassen und als spezielle Dienstleistung über Ausschreibungen in Griechenland zu berichten.

### Weiteres Wachstum und europäische Integration
Anfang der siebziger Jahre gewinnt Griechenland, als alternativer Produktionsstandort für die deutsche Textilindustrie, weiter an Interesse für die deutsche Wirtschaft. Die Kammer reagiert und bietet regelmäßige Investitionsseminare an, in denen Kontakte zu vielen, noch heute in Griechenland tätigen, deutschen Unternehmen geknüpft werden können. Dadurch kann auch die Mitgliederzahl bis 1970 auf 880 in Griechenland und 164 in Deutschland gesteigert werden. Die deutsch-griechische Handelskammer entwickelt sich zu einer der angesehensten und erfolgreichsten Auslandshandelskammern in Griechenland. Im Jahr 1979 erreicht die Zahl der Mitglieder 1200. Die achtziger Jahre sind von einer stärkeren Öffnung der Kammer nach außen geprägt. Die Beziehungen zu den Spitzen der griechischen und deutschen Wirtschaft sowie zu Mitgliedern der griechischen Regierung werden intensiv gepflegt und die Zusammenarbeit mit der deutschen Botschaft vertieft. Parallel ist auf europäischer Ebene eine fortlaufende Annäherung zu verzeichnen. Der im Jahr 1957 beginnende Integrationsprozess führte bereits 1963 zur Ernennung Griechenlands zum Assoziationspartner der damaligen europäischen Gemeinschaft, 1981 wird es schließlich zum Vollmitglied erhoben. Mit einer weiter liberalisierten Außenwirtschaft und Deutschland als wichtigsten Wirtschaftspartner beginnt für Griechenland eine Periode wirtschaftlichen Aufschwungs. Etwa 20–25 % der griechischen Exporte gehen dabei jährlich nach Deutschland. Die weiter positive Entwicklung der Außenwirtschaft führt 1982 zur Gründung einer Zweigstelle der Kammer im nordgriechischen Thessaloniki, in welchem diese bis dato nur ehrenamtlich vertreten war. Die Mitgliederzahl in Nordgriechenland kann durch die Erweiterung deutlich gesteigert werden. Schwerpunkte der Tätigkeit der Zweigstelle Nordgriechenland war zunächst die Förderung der griechischen Exporte nach Deutschland, insbesondere im Bekleidungssektor, und Beteiligungen an Messen in Thessaloniki. Später wurde auf dem Gebiet der Messevertretung und im Umweltbereich Tätigkeiten in ganz Griechenland übernommen. Im Jahr 1984 erfolgt mit einer Neufassung der Satzung der Kammer die offizielle Umbenennung zur „Deutsch-Griechische Industrie- und Handelskammer“, die Bezeichnung, welche die Kammer bis heute beibehalten hat. Die Gründung der Europäischen Union im Jahr 1992, mit Deutschland als einem der sechs Gründungsmitglieder, öffnet den europäischen Binnenmarkt und so auch neue Möglichkeiten für die Kammer. Diese modernisiert ihre Ausstattung, erweitert und intensiviert ihr Dienstleistungsangebot, beispielsweise auf die Mitarbeitervermittlung für Mitglieder sowie Unterstützung bei der Mehrwertsteuererstattung in Deutschland und Griechenland, und intensiviert ihre Mitarbeit bei deutschen Messen. Die heute alljährlich stattfindenden Neujahrsempfänge werden in Athen und Thessaloniki ins Leben gerufen und entwickeln sich zu zentralen Ereignissen, bei denen Mitglieder und Gäste der Kammer mit Vertretern aus Wirtschaft und Politik zusammentreffen.

### Das neue Jahrtausend
Die mit der Globalisierung einhergehende Zunahme an internationalen Kooperationen und Investitionen lässt der Deutsch-Griechischen Industrie- und Handelskammer wachsende Bedeutung zukommen, erfordert aber auch eine kontinuierliche Anpassung der Tätigkeit und des Dienstleistungsangebotes an die neuen Entwicklungen. Die Kammer begegnet den neuen Herausforderungen als Teil eines globalen Netzwerkes aus 140 deutschen Auslandshandelskammern mit 50.000 Mitgliedern in 92 Ländern. Unter den Schirm der Servicemarke DEinternational werden seit 2005 sowohl weltweit einheitliche als auch standortspezifisch angepasste Dienstleistungen angeboten. Mit diesen berät und unterstützt die griechische Auslandshandelskammer in allen, für den erfolgreichen Auf- und Ausbau deutscher Geschäftsaktivitäten in Griechenland bedeutsamen Themengebieten und bildet eine Kommunikationsbrücke für ihre Mitglieder.
Zeitgleich gelingt es, Vertretungen weiterer Veranstaltungen und Messen zu übernehmen und eine Kooperation mit der Germany Trade and Invest (GTAI) zu erreichen. Erstmalige kann im Jahr 2011 der seitdem jährlich in Athen stattfindende Multikongress Capital + Vision durch die Handelskammer organisiert werden, dessen Ziel es ist, Synergien und neue Partnerschaften zwischen Griechenland, Deutschland und anderen Ländern zu suchen. Im Jahr 2013 erfolgt nicht nur die Gründung einer Kammer-eigenen Mediations- und Schlichtungsstelle, die es Unternehmen erlaubt, Konflikte effizient zeit- und kostensparend zu lösen, es wird auch der Bereich „Duale Ausbildung“ ins Leben gerufen, mit welchem auf die geänderten Bedarfe am Arbeitsmarkt eingegangen wird. Diese Entwicklung resultiert in der Gründung des eigenen Ausbildungszentrums „DUAL HELLAS“ im Jahr 2018, in welchem die Kammer Aus- und Weiterbildungen in der Tourismus- und Gastronomiebranche anbietet. Die Zweigstelle in Thessaloniki findet ihr Kerngeschäft gegenwärtig in den Bereichen Umwelt, erneuerbare Energien, IT sowie Projektkonzeption und -realisierung.

## Leitung der Kammer
Gemäß eigener Darstellung.

### Vorkriegszeit
- Ab 1924: Konstantinos Abazzoglou (Präsident), Nikolaos Logothetopoulos (Vizepräsident), Julius Hellmann (griechischer Generalkonsul in Berlin), Efthimios Kanelipoulos (griechischer Botschafter in Berlin, Ehrenvorsitzender), Stavros Stavridis (Generalsekretär), Alexandros Mailis (Schatzmeister), Aristoteles Siniosoglou (Beirat), Triantafyllos Zairis (Beirat) und Kurt Sorge (Ehrenmitglied)
- ab 1928: Photios Kaloudis (Präsident)
- ab 1929: A. Zachariou, N. Petsiavas, A. Makri, G. Frangopoulos, H. Hoefflinghaus, G. Liebert, F. Spieker und Doukas (Vorstände der neu gegründeten griechischen Zweigstelle)
- ab 1937: H. Hoefflinghaus und Makris (Präsidenten), N. Petsiavas und Schlagdenhaufen (Vizepräsidenten), Camphausen, Mathaios, Papakonstantinou, Hering und Dertilis (Mitglieder)
- ab 1940: Schlagdenhaufen und Papakonstantinou (Präsidenten), Camphausen, von Gleve, Hering, Hess, Richhoff, Vorres, Dertilis, r Makris, Mathaios und Katselidis (Mitglieder), Emmerich und Konstantinidis (Prüfer)

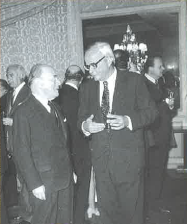
Präsident C. Katsambas und Geschäftsführer G. Ziegler, 1973

### Nachkriegszeit (Wiedereröffnung)
- Ab 1948: Christophoros Katsambas (Präsident), N. Petsiavas (Vizepräsident), S. Kogevinas, Papakonstantinou, L. Gayis, K. Nevros und E. Papastratos (Mitglieder), Doukas (Geschäftsführer)
- ab 1953: G. Riedl, H. Schmidt, K.-H. Hoefflinghaus, H. Scheffel, H. Berlor, R. Schenker und Mansfeld (weitere Mitglieder)
- ab 1954: Philoktitis Kyriazopulos (Geschäftsführer)
- ab 1956: Gert Ziegler (Zweiter Geschäftsführer)
- ab 1962: Gert Ziegler (Geschäftsführer)
- ab 1976: Hans-Jochen Heidtmann (Geschäftsführer)

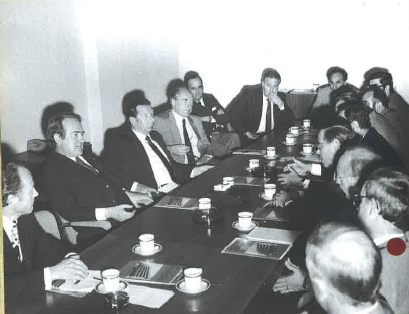
J. Rau (Ministerpräsident NRW) im Gespräch mit Vorstandsmitgliedern der Kammer, 1983

- ab 1977: I. H. von Reibnitz (Präsident)
- ab 1981: Theodoros Sarantopoulos (Präsident)
- ab 1982: Wolfgang Zahn (Leiter der neugegründeten Zweigstelle in Thessaloniki)
- ab 1984: Wilhelm Hagen (Leiter der Zweigstelle in Thessaloniki)
- ab 1988: Martin Knapp (Leiter der Zweigstelle in Thessaloniki)
- ab 1990: Götz Funck
- ab 2003: Athanassios Kelemis (Leiter der Zweigstelle in Thessaloniki)
- ab 2008: Martin Knapp (Geschäftsführer)
- ab 2013: Athanassios Kelemis (Geschäftsführendes Vorstandsmitglied), Matthias Hoffmann (Leiter der Zweigstelle in Thessaloniki)
- ab 2020 Georgios Theodorakis (Leiter der Zweigstelle in Thessaloniki)

### Aktueller Vorstand
Die Mitgliederversammlung wählt alle 3 Jahre einen 16-köpfigen Vorstand, der sich aus Unternehmer und Führungspersönlichkeiten aus Deutschland und Griechenland zusammensetzt. Der Vorstand muss ausgeglichen aus deutschen und griechischen Staatsangehörigen bestehen. Der Geschäftsführer kann ebenfalls als zusätzliches Mitglied in den Vorstand aufgenommen werden.
Die Mitgliederversammlung ist das oberste Organ der Kammer. Rechtmäßig gefasste Beschlüsse der Mitgliederversammlung sind für die Mitglieder, den Vorstand und die übrigen Organe der Kammer bindend. Die ordentliche Mitgliederversammlung findet jährlich bis zum Ablauf von sechs Monaten nach Ende eines Geschäftsjahres statt.

## Mitglieder
Die Kammer vertritt zum Jahresende 2022 die Interessen von 906 Mitgliedsunternehmen. Voraussetzung für die ordentliche Mitgliedschaft ist ein Sitz in Deutschland oder Griechenland und eine Partizipation an den deutsch-griechischen Wirtschaftsbeziehungen, welche gegebenenfalls nachzuweisen ist. Die Mitgliedschaft ist für natürliche und juristische Personen als einfaches Mitglied oder als Fördermitglied zur weiteren Unterstützung der Tätigkeiten der Kammer möglich. Natürliche Personen, die sich langjährig in der Förderung der deutsch-griechischen Wirtschaftsbeziehungen und den Zwecken der Kammer verdient gemacht haben, können als Ehrenmitglied aufgenommen werden.
Eine Übersicht der Mitglieder der Deutsch-Griechischen Industrie- und Handelskammer findet sich auf der Webseite der Deutsch-Griechische Industrie- und Handelskammer.

## Dienstleistungen
Die Kammer bietet deutschen und griechischen Unternehmen eine Vielzahl an Dienstleistungen an, um sie bei ihren Geschäftsaktivitäten, insbesondere bei Auf- oder Ausbau ihres Auslandsgeschäfts, zu unterstützen. Die Erschließung eines ausländischen Marktes erfordert ein präzises strategisches Vorgehen. Die Wirtschaftsexperten der Deutsch-Griechischen Industrie- und Handelskammer sind kompetente Spezialisten. Ihre Stärke liegt zum einen in der genauen Kenntnis der wirtschaftlichen Struktur des griechischen Marktes, zum anderen in den persönlichen Kontakten zu Branchenfachleuten und Entscheidungsträgern in Unternehmen, Verbänden und staatlichen Institutionen. Die Dienstleistungen umfassen:
- Marktinformationen: Übersendung von Wirtschaftsdaten, Marktprofile, Marktstudien, individuelle Adressrecherchen
- Markteinstieg: Geschäftspartnermailing, individuelle Absatzberatung, Geschäftspartnervermittlung
- Recht und Steuern: Beratung im deutschen und griechischen Recht, insbesondere im Handels-, Arbeits- und Gesellschaftsrecht, Betreuung bei finanziellen und steuerlichen Fragen, Schiedsverfahren und Mediation zur außergerichtlichen Konfliktlösung
- Personalvermittlung: Job Report und Stellenanzeigen in Deutschland und Griechenland
- Delegationsreisen: Organisation von weltweiten Delegationsreisen für Mitgliedsunternehmen
- Übersetzungen: Übersetzung von wirtschaftlichen, juristischen oder technischen Fachtexten, Beglaubigung der Richtigkeit und Vollständigkeit von Übersetzungen
- Projektberatung: multilaterale Zusammenarbeit mit verschiedensten Institutionen an nationalen und EU-Projekten
- Internet Services: Herstellung und Übersetzung von Websites
- Green Economy: Unterstützung von deutschen Anbietern mit klimafreundlichen Energielösungen und umweltschonenden Produkten bei der Erschließung des griechischen Marktes, Beratung von Unternehmen zu geltenden Umweltbestimmungen, Verpackungsverordnungen und Entsorgungssystemen in Griechenland

## Veranstaltungen

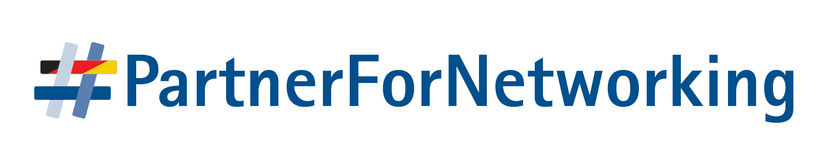

Die Deutsch-Griechische Industrie- und Handelskammer organisiert über das ganze Jahr hinweg eine Vielzahl von Veranstaltungen zur Förderung der Deutsch-Griechischen Geschäftsbeziehungen, zum Kontakt und Austausch mit ihren Mitgliedern und als Plattform für Unternehmen, um ihre Geschäftskontakte zu intensivieren. Darunter:
Regelmäßig stattfindende Hauptveranstaltungen:
- Neujahrsdinner in Athen
- Neujahrsempfang in Thessaloniki
- Jahresmitgliederversammlung
- Brunch für neue Mitglieder

Fach- und Ad hoc-Veranstaltungen:
- Foren
- Tagungen
- Konferenzen
- Workshops
- Seminare
- Unternehmensdelegationen

## Messen

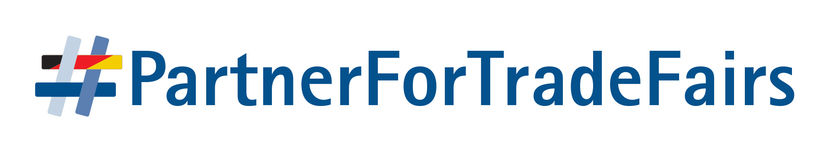

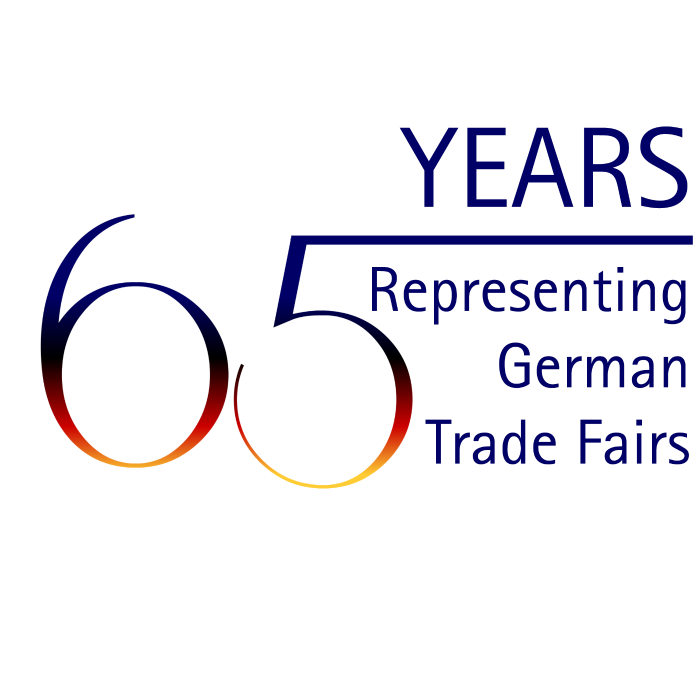
65 Jahre Deutsche Messen Vertretung

Die Deutsch-Griechische Industrie und Handelskammer vertritt eine Vielzahl deutscher Messeorganisationen in Griechenland. Sie unterstützt Aussteller u. a. bei der Standortauswahl, der Vorbereitung (Messedaten, Standerrichtung und -betrieb, Personalkoordination, Pressearbeit, Logistik etc.), Durchführung (Terminplanung, Sicherheit, Vertretungsregelungen etc.) und Nachbereitung (Controlling, Archivvieren von Messe- und Kundenkontakten, Messebewertung und -bericht, Pressearbeit etc.). Für Messebesucher wird Unterstützung bei der Vorbereitung (Messedaten, Reiseorganisation, Besuchstermine etc.) und Durchführung (Besuchsprogramm, Gesprächsnotizen, Begleitung, Terminplanung, Übersetzung vor Ort, Bericht etc.) angeboten. Zudem gibt die Kammer einen jährlichen Messekatalog heraus und versendet diesen kostenlos an ihre Mitglieder.
Die Kammer vertritt u. a. folgende Messeorganisationen:
- Messe Hamburg GmbH
- Deutsche Messe AG (Hannover)
- Messe Berlin GmbH
- Koelnmesse GmbH
- Messe München GmbH
- Solar Promotion GmbH
- Spielwarenmesse in Nürnberg

Zudem arbeitet die Kammer mit der Landemesse Stuttgart GmbH, der Messe Essen GmbH, der AFAG Messen und Ausstellungen GmbH sowie Reed Exhibitions zusammen.

## Ausbildungsprojekte
Die Deutsch-Griechische Industrie- und Handelskammer fördert und beteiligt sich an einer Vielzahl von Projekten. Insbesondere setzt sie sich für die Etablierung einer dualen beruflichen Aus- und Weiterbildung nach deutschem Vorbild in Griechenland ein. Die Projekte mit Beteiligung der Deutsch-Griechische Industrie- und Handelskammer umfassen:

### DUAL HELLAS
Projekt zur Unterstützung, Stärkung und Konkurrenzerhöhung in touristischen und gastronomischen Berufen in Griechenland. Unter der Marke DUAL HELLAS werden dabei Ausbildungen zu den Berufen Restaurantfachmann/frau, Hotelfachmann/frau und Koch/Köchin angeboten. Hierzu wurden in den Räumlichkeiten des Deutsch-Griechischen Vereins Philadelphia ein eigenes Berufsbildungszentrum gegründet. Seit Juni 2019 wird in Zusammenarbeit mit der Hellenic Brewery of Atalanti zudem eine duale Ausbildung für den Beruf Brauer und Mälzer angeboten.

### Young Energy Europe
In Zusammenarbeit mit dem Bundesministerium für Umwelt, Naturschutz, Bau und Reaktorsicherheit und unter Schirmherrschaft der Europäischen Initiative für Klimaschutz wird ein dreijähriges Programm zur Schulung von Beschäftigten hinsichtlich der Themen Umweltschutz- und Energieersparnis angeboten. Das Projekt startete im November 2017.

### VETnet
Pilotprojekt mit Förderung des Bundesministeriums für Bildung und Forschung zur Einführung von technisch dualen Ausbildungsberufen seit 2014. In den Berufen Kraftfahrzeugmechatroniker und Elektroniker für Geräte und Systeme wurden bereits an die 140 Ausbildungsplätze von griechischen Unternehmen angeboten.

### Mentoring Dual International (Mendi)
Pilotprojekt für eine dreijährige Ausbildung als „Köche“, „Hotelfachleute“ und „Restaurantfachleute“. Das Projekt startete im September 2013 und hat derzeit (2019) knapp 170 Auszubildende. Hierfür wurden zwei Pilotschulen in Athen und auf Kreta gegründet.

### GRÆDUCATION
Anbieten von Dienstleistungen an Bildungsträger und ausbildende Unternehmen, um die Wahrnehmung von Ausbildungsberufen, in diesem Fall in umwelttechnischen Berufsfeldern, zu fördern. Es wird u. a. an der Weiterentwicklung griechischer Berufsbilder und der Schulung betrieblicher Ausbilder gearbeitet und ein Instrument zur Berufswahlorientierung entwickelt und erprobt.

### KA3 Erasmus+
Projekt zur Etablierung einer überregionalen Partnerschaft in Griechenland und Deutschland im Tourismussektor. Die Kammer vermittelt griechischen Projektteilnehmern dabei deutsches Fachwissen, um die tadellose Qualifizierung von Beschäftigten in der Tourismusbranche sicherzustellen.

### European Energy Manager (EUREM)
Anbieten von Kursen in deutscher und griechischer Sprache, um die Energieeffizienz in Unternehmen zu steigern und ein funktionierendes Energiemanagementsystem sicherzustellen. Vor dem Hintergrund kontinuierlich steigender Energiekosten sollen dadurch Einsparungen ermöglicht werden.

### IST College
Zertifiziertes Diplom für Export und Internationalen Handel, um Teilnehmer das notwendige Wissen bereitzustellen, um ihre Produkte und Dienstleistungen zu exportieren. Das Programm zielt sowohl auf Studenten, Start-Up-Gründer, Geschäftsführer von kleinen und mittelständischen Unternehmen als auch auf Führungskräfte in großen Unternehmen ab.

### AHK Akademie
Initiative der Deutsch-Griechischen Industrie- und Handelskammer um Führungskräfte durch Fortbildungsseminare weiter zu qualifizieren. Die Seminare betreffen Branchen der griechischen Wirtschaft und zielen sowohl auf die technische Fortbildung als auch auf die Entwicklung sozialer Kompetenzen der Führungskräfte ab.